# صبرا (شخصية خيالية)
صبرا هي شخصية خيالية وبطلة خارقة إسرائيلية ظهرت في مارفل كومكس، من المقرر أن تظهر الشخصية في فيلم كابتن أمريكا:النظام العالمي الجديد وستقوم بدور الشخصية الممثلة شيرا هاس.